# Переходный возраст (фильм, 1968)
«Переходный возраст» —  советский художественный  фильм по мотивам романа В. Киселёва «Девочка и птицелёт». Стихи Леонида Киселёва.

## Сюжет
Четырнадцатилетняя Оля увлекается химией, пишет стихи и мастерит летательный аппарат. Подружившись с второгодником Колей, она помогает ему преодолеть страх, который тот испытывает всякий раз у доски. Они много времени проводят вместе и знают, что нужны друг другу.
Важное место в фильме занимает также тема памяти о войне, связи поколений (отсутствовавшая в повести-прототипе). Действие фильма происходит не в Киеве, как в романе, а в Волгограде.
В фильме одну из лучших своих ролей сыграла Валентина Ананьина.

## В ролях
- Елена Проклова — Оля Алексеева
- Игорь Ледогоров — отчим Оли, Николай Иванович
- Надежда Семенцова — мать Оли, Елена Павловна
- Сергей Смирнов — писатель
- Юрий Белов — Михаил Иванович, учитель
- Валентина Ананьина — Оксана Евдокимовна, мать Коли
- Сергей Макеев — Коля
- Виталий Сегеда — Витя
- Александр Барский — Серёжа
- Елена Беспалова — Лена
- Олег Мокшанцев — Богдан Осипович
- Маргарита Жарова — сотрудница института литературы

## Отзывы
Переходный возраст — нелегка и сложна эта пора, пора формирования души человеческой!

Юность категорична в суждениях, и далеко не всегда она умеет быть снисходительной к слабостям и промахам взрослых — нарушение душевных контактов между воспитателями и воспитуемыми в этот период может оказаться, увы, необратимым!

Герои «Переходного возраста» славные и серьёзные ребята с вполне благополучными судьбами. Оля Алексеева и её сверстники живут на одной из нарядных, заново отстроенных после войны улиц Волгограда, и «больная» для педагогики проблема дурного влияния «улицы» для этих ребят попросту не существует. Они учатся в школе, где, судя по всему, нет тех равнодушных к своей работе педантов-учителей, от которых маялись в последние годы герои многих фильмов «на школьные темы». У наших героев хорошие, дружные семьи, в которых любят ребят, заботятся о них и не терзают мелочной, досадной опекой, неизбежно порождающей «конфликты». У ребят насыщенная, заполненная до краёв и вполне интеллигентная жизнь: Оля пишет тонкие и полные раздумий стихи, Сережа фехтует (он — д'Артаньян своей школы!), ребята сообща увлекаются химией, мечтают построить «птицелёт» (машущий крыльями самолёт). Казалось бы, обстоятельства эти являются жизни размеренной и безмятежной, не сулящей особых душевных драм ребятам и их семьям, — однако «переходный возраст» не проходит ни для кого бесследно.
И драма, конечно, не в том, что из-за Олиного увлечения химией безнадёжно испорчен прекрасно задуманный именинный торт. Фильм … обращён в равной мере к сверстникам героев фильма и к взрослой аудитории. Он очень настойчиво возвращает нас к важному и нужному разговору о хрупкости и уязвимости человеческой души, о крайней ранимости и впечатлительности психологии подростков. Фильм напоминает о том, как трудно (но важно!) руководить процессом мужания души подростка, уважая в нём его человеческую личность и доверяя его суждению и нравственному инстинкту. Олечку Алексееву, трогательную, умную и справедливую девочку, прекрасно сыграла школьница Лена Проклова, памятная всем любителям кино по фильму «Звонят, откройте дверь».— Раиса Зусева. «Спутник кинозрителя», май 1969 года.